# Anne-Marie Dupuy
Pour les articles homonymes, voir Dupuy.
Anne-Marie Dupuy, née le 18 septembre 1920 à Pithiviers (Loiret) et morte le 19 septembre 2008 à Paris 15e, est une femme politique française. Elle est maire de Cannes de 1983 à 1989 et députée européenne RPR.

## Biographie

### Jeunesse et guerre
À l'âge de 22 ans, elle s'engage dans les Forces françaises libres et rejoint l'Afrique du Nord. Elle sert comme ambulancière dans le corps français en Italie, en France et en Allemagne. 
Après-guerre, jeune mère de famille — elle aura trois enfants — elle décide contre l'avis de son mari de reprendre des études interrompues par la guerre. Licenciée en droit, elle devient alors avocate. 

### Carrière politique au niveau national
Par la suite, elle rencontre Georges Pompidou alors fondé de pouvoir à la banque Rothschild. Ce dernier la convainc de le rejoindre à ses côtés à la banque. Il s'agit du début d'une longue collaboration qui se poursuivra lorsque Georges Pompidou est nommé Premier ministre en 1962. 
En 1963 elle devient son chef de cabinet adjoint puis son chef de cabinet. En 1969, elle le suit à l'Élysée, devenant sa directrice de cabinet. À la mort de Pompidou en 1974, elle est nommée au Conseil d'État, première femme nommée au tour extérieur. Elle devient secrétaire générale adjointe du RPR de Jacques Chirac puis sa trésorière nationale.

### Carrière politique au niveau local

#### Élections municipales à Cannes
Elle échoue à la députation dans les Alpes Maritimes lors des élections législatives de 1978, devancée au premier tour avec 21 % des voix par Louise Moreau, maire de Mandelieu-La Napoule et candidate de l'UDF qui obtient 25 % et qui est élue au second tour avec 53 % face au député apparenté socialiste sortant. Anne-Marie Dupuy devient conseillère générale des Alpes-Maritimes en 1982, élue du canton de Cannes-Est dont elle ravit le siège au conseiller général sortant, l'UDF Jacques Sallebert en rassemblant 38 % des suffrages au premier tour contre 25 % à M. Sallebert. Forte de ce large succès électoral, puisqu'élue au second tour avec plus de 73 % contre 27 % à Henri Rossi, candidat socialiste, elle annonce au soir même du second tour le 21 mars 1982 son intention de briguer la mairie de Cannes lors des municipales prévues l'année suivante. En 1983, elle présente une liste d'union RPR et UDF face à la liste du maire sortant, Charles Ladevèze, divers droite, et surtout face à une liste conduite par l'ancien député-maire de Cannes de 1959 à 1978, Bernard Cornut-Gentille, qui tente cette année-là un retour à Cannes comme représentant de la gauche. Arrivée nettement en tête au premier tour avec 45,5 % des voix contre 28 % à Bernard Cornut-Gentille, elle est élue maire de Cannes au second tour avec 55,3 %, bénéficiant du retrait de la liste de Charles Ladevèze et de la division de la gauche au second tour, la liste d'union PS-PC refusant de se désister en faveur de Bernard Cornut-Gentille qui échoue donc avec 33,7 %. Cette élection mettra un terme final à la carrière politique de ce personnage emblématique de la vie politique cannoise.
En juin 1984, Anne-Marie Dupuy est élue lors des élections européennes députée européenne, sur la liste d'union UDF-RPR conduite par Simone Veil.
À Cannes, le mandat municipal de Mme Dupuy sera marquée par une gestion particulièrement rigoureuse imposée par cette dernière. La municipalité réalisera la réhabilitation de quartiers défavorisés de Cannes (à La Bocca notamment, avec la réhabilitation du quartier de la Verrerie). Mme Dupuy réussira même à se faire désigner présidente du club de foot, l'AS Cannes en août 1987. Autre temps fort de son mandat, le quarantième festival du film en 1987 au cours duquel Anne-Marie Dupuy accueillera le prince Charles et la princesse Diana.
En septembre 1988, Anne-Marie Dupuy est facilement réélue conseillère générale du canton de Cannes-Est mais depuis 1987 son adversaire pour les élections municipales de 1989, Michel Mouillot, affirme son ambition de ravir la mairie.
Elle a comme premier adjoint Michel Gustave Giraud, ancien attaché militaire à Washington, nommé sous le mandat de Pompidou comme président en 1969.

#### Élections municipales de 1989 à Cannes
La campagne des élections municipales de 1989 à Cannes voit donc s'affronter deux listes de droite, celle d'Anne-Marie Dupuy, qui a l'investiture du RPR et de l'UDF, et celle de Michel Mouillot qui se présente sans investiture officielle mais avec le soutien actif de François Léotard, président du Parti Républicain et surtout maire de Fréjus et natif de Cannes. La liste de Mme Dupuy est devancée de justesse au soir du premier tour par celle de Michel Mouillot (34,5 % contre 35,5 %). Mais au soir du second tour, le 19 mars 1989, Anne-Marie Dupuy est battue par Michel Mouillot, l'écart restant inchangé, soit un point (41 % contre 40 %). Introduisant un recours en annulation, les membres de la liste de Mme Dupuy obtiennent fin 1989 l'invalidation de l'élection pour « imputations injurieuses et diffamatoires mettant en cause l'honnêteté et la vie privée [de Mme Dupuy] ». 
Elle démissionne du RPR. Elle restera conseillère générale de Cannes-Est jusqu'en 1994, date à laquelle elle se retire définitivement de la vie politique. En 1996, elle publie ses mémoires, Le Destin et la Volonté.